# Рідкісні метали
Рідкісні метали
За загальною номенклатурою до них зараховують: цирконій, германій, стибій та велику групу так званих акцесорних рідкісноземельних металів, найважливіші з яких вольфрам, кадмій, молібден, церій, берилій, ніобій, реній, ітрій, лантан, літій, гафній, уран і багато інших; умовно також золото та срібло (група так званих шляхетних або дорогоцінних металів).
Срібло (найчастіше — амальґама срібла) є в Україні в анкеритах і кіноварі у приблизному відношенні 50/50. Срібло виявлено також у деяких гідротермальних родовищах Закарпаття. Невеликий об'єм обох виявлень не розкриває перспектив їх практичної розробки.
Кращі можливості має золото, яке у кінці 1960-х та в 1970-х pp. знайдено у докембрійських метаморфічних породах і в алювії ранньопалеогенових долин Середнього Придніпров'я; вкрапленість золота приблизно 37 г/т, трапляються нечисленні самородки діаметром на 0,22,5 мм.
Цирконій і ґерманій є у докембрійських покровах Українського кристалічного масиву (зокрема у кварці та польових шпатах), середній вміст ґерманію коливається від 1,7 до 4,0 г/т.
Попередні дослідження наявности молібдену і вольфраму тривають у ґрейзенізованих зонах Волині і гідротермальних утворах Закарпаття.
Багаті уранові відклади (уранові руди U3O8 з домішками ThO2) є в околицях міста Жовті Води на Криворіжжі; на їх базі було побудовано найбільший в СРСР ураново-плутонієвий завод і дослідні лабораторії.
За останні роки в Україні знайдено також целестини (руди стронцію) та борати (у межах Бахмутської улоговини), а далі монацити, себто породи, що включають деякі кількості ітрію, лантану, церію, неодиму й інші рідкісні метали (здебільшого у бердичівському граніті). Значні сліди цієї групи рідкісних металів, а також ніобію і цирконію знайдено у розсипах українських ільменітів.
Промислове використання руд рідкісних металів уже розпочато у районі Самотканського рутило-ільменітового родовища (насамперед цирконій, титан (метал) та ін.).
Ще у 1946 році було створене Маріупольське рудоуправління рідкісних металів, що здійснювало розробку родовищ.
Перспективним є освоєння залізо-кобальтонікелевих родовищ Придніпров'я (Девладівського, Тернівського, Кодацького, Водянського) та Завалівського куща (Кіровоградщина — Грушівське і Капітанівське поліметалічні родовища).
Продукція (рафінація) деяких рідкісних металів наладнується в експериментальних цехах Дніпровського титано-магнієвого заводу, Кримського заводу двоокису титану та Побузького нікелевого заводу (Кіровоградщина).
Проте нестача деяких важливих рідкісних металів (наприклад, церію, стибію, берилію й інших) та неосвоєння технології їх домішування й стоплювання з звичайними металами помітно знижує міцність українського чавуну й сталі.